# Chambre des lois (Pretoria)
Le bâtiment de la chambre des lois (cabinet de justice ou law chambers en anglais) est un immeuble de style néo-flamand situé sur le côté ouest du church square à Pretoria, Afrique du Sud.
Avec le Raadsaal, ce bâtiment est le plus ancien des immeubles situés sur church square. 

## Descriptif
Le bâtiment est de style néo-flamand. Sa façade est en grès, tandis que les côtés sont en brique rouge. Il comporte trois pignons. 

## Historique

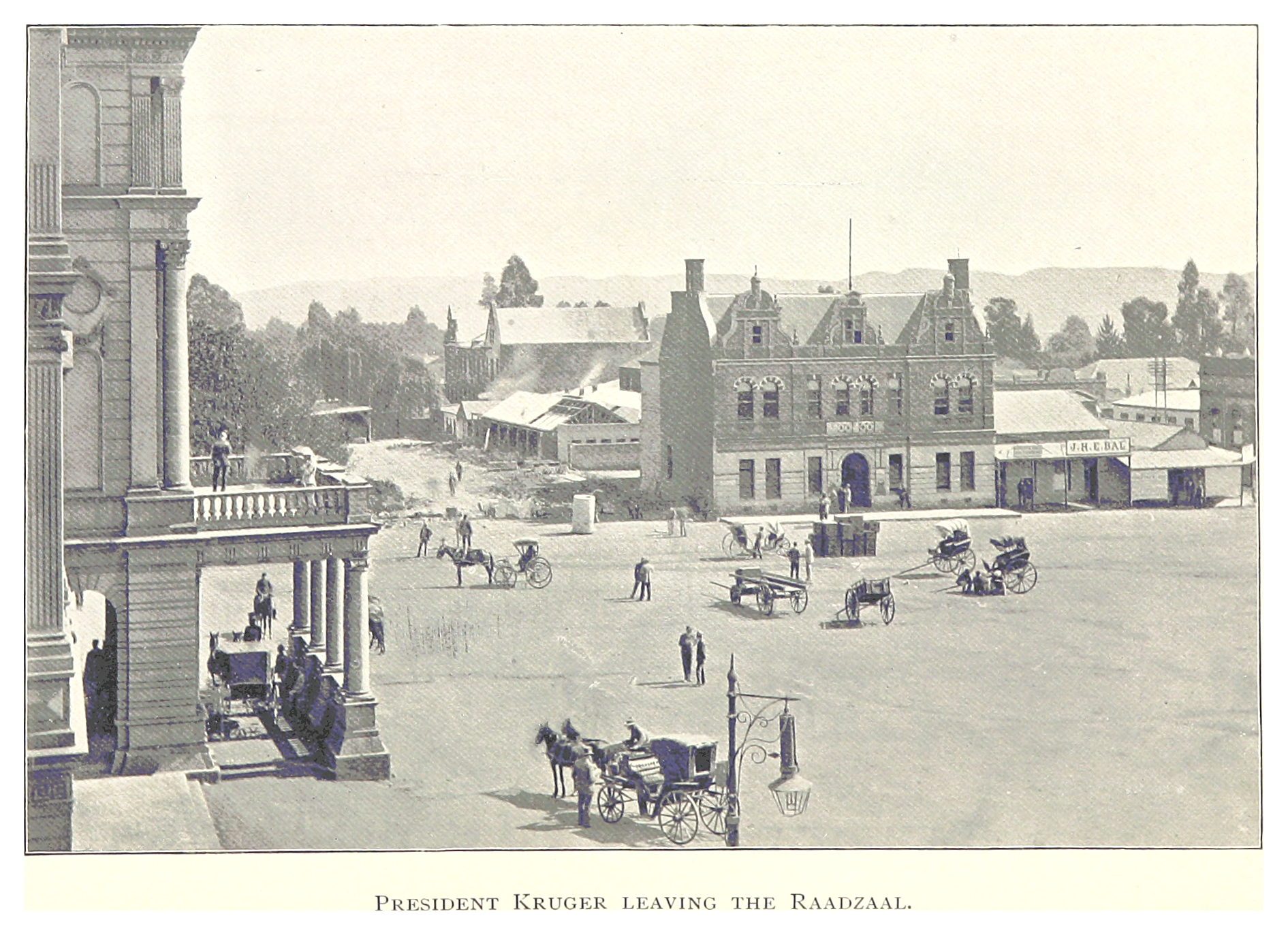
Le bâtiment en 1896

La première pierre du bâtiment a été posée par le commandant Piet Joubert, chef du parti d'opposition au gouvernement du Transvaal.
En 1971, le ministère des travaux publics se lance dans des projets contestés de renouvellement urbain sur Church square. La construction sur la façade ouest de deux tours de 130 m de hauteur est envisagée puis abandonnée pour laisser la place à des projets visant tout autant à transformer radicalement la physionomie de la façade ouest de la place où se situe le bâtiment de l'ancienne banque néerlandaise. Au prix d'un bras de fer avec l'administrateur du Transvaal, Sybrand van Niekerk et avec le premier ministre John Vorster, l'ensemble de la façade ouest, du théâtre du Capitol à l'Investment Building (le Café Riche) et la poste, échappent finalement à la démolition, grâce à la mobilisation de plusieurs milliers d'habitants mais aussi à la mobilisation des architectes, des historiens, des associations culturelles, des artistes, de personnalités politiques et de la presse,. 

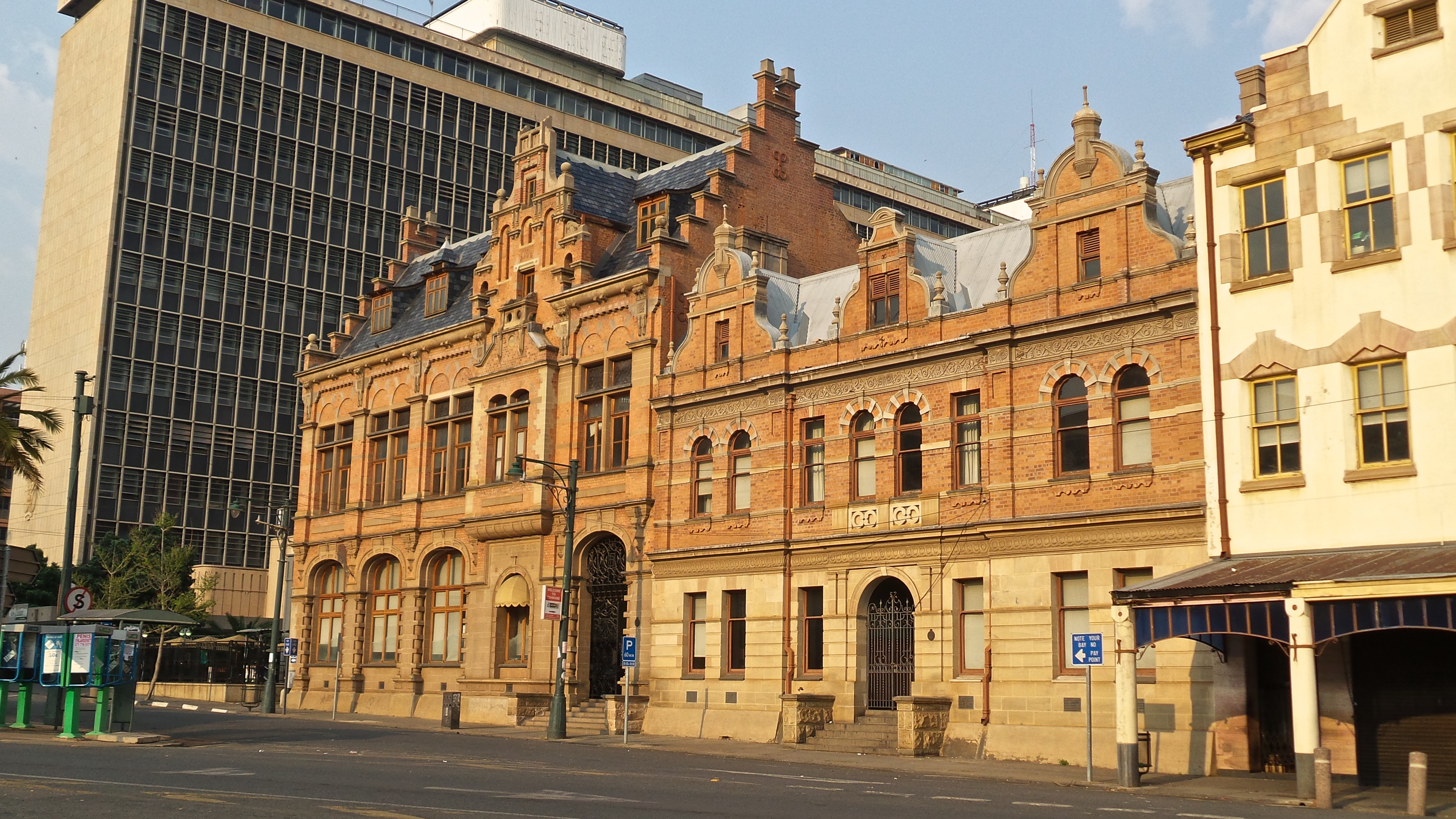
L'ex-banque néerlandaise et la chambre des lois.
En arrière plan, le bâtiment de l'administration du Transvaal (construit en 1966, inoccupé depuis 1994)

Durant toute une partie du XXe siècle, jusqu'au début des années 80, il était recouvert d'une couche d'enduit et de peinture blanche. Le bâtiment a été restauré dans son état d'origine à la fin des années 1980.